# Городское поселение «Город Мещовск»
Городское поселение «Город Мещовск» — муниципальное образование в составе Мещовского района Калужской области России.
Центр — город Мещовск.

## Население
| 2009  | 2010  | 2011  | 2012  | 2013  | 2014  | 2015  |
| ----- | ----- | ----- | ----- | ----- | ----- | ----- |
| 4429  | ↗5880 | ↘4090 | ↗6040 | ↗6193 | ↘6162 | ↘6053 |
| 2016  | 2017  | 2018  | 2019  | 2020  | 2021  | 2023  |
| ↗6144 | ↗6185 | ↘5874 | ↘5811 | ↘5678 | ↗5917 | ↘5803 |

## Состав
В поселение входят 49 населённых мест:
- город Мещовск
- деревня Баранцево
- село Бедрицы
- деревня Белобородово
- деревня Борисново
- деревня Ганино
- деревня Глинное
- деревня Горное
- деревня Городище
- село Горохово
- село Гостье
- деревня Даниловка
- село Дача
- деревня Деревягино
- деревня Дерягино
- деревня Дорохово
- деревня Думино
- деревня Еропкино
- деревня Заньково
- деревня Збуново
- село Зеновка
- село Искра
- деревня Казаковка
- деревня Карцево
- деревня Коровино
- деревня Космыново
- деревня Ляпино
- деревня Митино
- деревня Михайловка
- деревня Мощинцы
- деревня Нестеровка
- село Новоселки
- деревня Орля
- село Петровский
- село Покров
- село Растворово
- село Рудники
- деревня Сенная
- село Серебряно
- деревня Слаутино
- деревня Умиленка
- деревня Фалово
- деревня Холмы
- село Хохлово
- деревня Чавля
- деревня Шалово
- деревня Шеино
- деревня Шушуново
- село Шушуновское Отделение